# Ricardo Serna
Ricardo Serna Orozco (Siviglia, 21 gennaio 1964) è un ex calciatore spagnolo nel ruolo di difensore.
Per quattro anni ha giocato nel Barcellona noto come Dream Team, che, allenato da Johan Cruyff, vinse di tutto nei primi anni novanta.

## Carriera

### Club
Serna ha cominciato la sua carriera professionistica con il Siviglia nel 1982, e subito si è affermato nell'undici titolare. Dopo sei anni nel club andaluso, Serna venne messo sotto contratto dal più quotato Barcellona, che spese 170 milioni di pesetas. Nello stesso anno venne convocato per la prima volta in nazionale. Dopo l'esperienza in Catalogna ha giocato con Deportivo La Coruña, Maiorca, Granada e Ceuta.
Ha disputato un totale di 101 partite nella Primera División con il Barcellona, vincendo due Campionati spagnoli, una Coppa del Re, la Coppa delle Coppe 1988-1989 e la Coppa dei Campioni 1991-1992.

### Nazionale
Con la divisa della Nazionale spagnola Serna ha totalizzato 6 presenze tra il 1988 e il 1990. Non ha partecipato a nessun importante torneo internazionale.

## Statistiche

### Cronologia presenze e reti in nazionale
| Cronologia completa delle presenze e delle reti in nazionale ― Spagna | Cronologia completa delle presenze e delle reti in nazionale ― Spagna | Cronologia completa delle presenze e delle reti in nazionale ― Spagna | Cronologia completa delle presenze e delle reti in nazionale ― Spagna | Cronologia completa delle presenze e delle reti in nazionale ― Spagna | Cronologia completa delle presenze e delle reti in nazionale ― Spagna | Cronologia completa delle presenze e delle reti in nazionale ― Spagna | Cronologia completa delle presenze e delle reti in nazionale ― Spagna |
| Data                                                                  | Città                                                                 | In casa                                                               | Risultato                                                             | Ospiti                                                                | Competizione                                                          | Reti                                                                  | Note                                                                  |
| --------------------------------------------------------------------- | --------------------------------------------------------------------- | --------------------------------------------------------------------- | --------------------------------------------------------------------- | --------------------------------------------------------------------- | --------------------------------------------------------------------- | --------------------------------------------------------------------- | --------------------------------------------------------------------- |
| 21-12-1988                                                            | Siviglia                                                              | Spagna                                                                | 4 – 0                                                                 | Irlanda del Nord                                                      | Qual. Mondiali 1990                                                   | -                                                                     | 65’                                                                   |
| 8-2-1989                                                              | Belfast                                                               | Irlanda del Nord                                                      | 0 – 2                                                                 | Spagna                                                                | Qual. Mondiali 1990                                                   | -                                                                     |                                                                       |
| 26-4-1989                                                             | Dublino                                                               | Irlanda                                                               | 1 – 0                                                                 | Spagna                                                                | Qual. Mondiali 1990                                                   | -                                                                     |                                                                       |
| 12-9-1990                                                             | Gijón                                                                 | Spagna                                                                | 3 – 0                                                                 | Brasile                                                               | Amichevole                                                            | -                                                                     |                                                                       |
| 10-10-1990                                                            | Siviglia                                                              | Spagna                                                                | 2 – 1                                                                 | Islanda                                                               | Qual. Euro 1992                                                       | -                                                                     |                                                                       |
| 14-11-1990                                                            | Praga                                                                 | Cecoslovacchia                                                        | 3 – 2                                                                 | Spagna                                                                | Qual. Euro 1992                                                       | -                                                                     |                                                                       |
| Totale                                                                |                                                                       | Presenze                                                              | 6                                                                     |                                                                       | Reti                                                                  | 0                                                                     |                                                                       |

## Palmarès

### Club

#### Competizioni nazionali
- Coppa di Spagna: 1

Barcellona: 1989-1990
- Campionato spagnolo: 2

Barcellona: 1990-91, 1991-92
- Supercoppa di Spagna: 1

Barcellona: 1991

#### Competizioni internazionali
- Coppa delle Coppe: 1

Barcellona: 1988-1989
- Coppa dei Campioni: 1

Barcellona: 1991-1992